# Distrito de Detva
El distrito de Detva (en eslovaco Okres Detva) es una unidad administrativa (okres) de Eslovaquia Central, situado en la región de Banská Bystrica, con 33 426 habitantes (en 2003) y una superficie de 475 km².

## Demografía
| Año        | 1994   | 2004    | 2014    | 2024    |
| ---------- | ------ | ------- | ------- | ------- |
| Población  | 34 200 | 33 173  | 32 632  | 30 380  |
| Diferencia |        | −3,00 % | −1,63 % | −6,90 % |

| Año        | 2023   | 2024    |
| ---------- | ------ | ------- |
| Población  | 30 562 | 30 380  |
| Diferencia |        | −0,59 % |

## Ciudades (población año 2017)
- Detva (capital) 14 751
- Hriňová 7535

## Municipios (población año 2017)
- Detvianska Huta 695
- Dúbravy 928
- Horný Tisovník 177
- Klokoč 516
- Korytárky 966
- Kriváň 1710
- Látky 576
- Podkriváň 581
- Slatinské Lazy 536
- Stará Huta 329
- Stožok 1021
- Vígľaš 1620
- Vígľašská Huta - Kalinka 329